# 拉布·巴特勒
萨弗伦沃尔登的巴特勒男爵理查德·奥斯汀·巴特勒，KG，CH，PC，DL（1902年12月9日—1982年3月8日），英国保守党籍政治家，先后担任过内政大臣、外交大臣和财政大臣，在英国历史中，只有第一代西蒙子爵约翰·西蒙有相同经历。尽管他有丰富的政治经验，却在安東尼·艾登、哈羅德·麥米倫、休姆爵士等政壇大老運作之下，无缘成為首相，入主唐宁街十号。